# 족저 근막염
족저 근막염(足底筋膜炎, plantar fasciitis)은 발바닥 근막의 고통을 유발하는 염증을 말한다. 족저 근막이나 아치 근육의 과도한 사용으로 종종 일어난다. 매우 흔한 질환으로, 적절하게 돌보지 않으면 치료가 어려울 수 있다.

## 원인
발, 특히 발꿈치 부분에 하중이 가해져서 생기는 질환이므로 다음과 같은 것들이 원인이 되곤 한다.
- 과도한 운동 혹은 운동 부족인 사람의 무리한 운동
- 외상(높은 곳에서 착지)
- 오래 서서 일하는 경우, 혹은 많이 걸었을 경우
- 평발, 발바닥의 아치가 높은 사람
- 불편한 신발(쿠션 부족, 발굽이 없거나 아치 보조가 없는 경우)
- 팔자걸음으로 걷는 경우

## 증상
족저 근막염의 대표적인 증상은 발뒤꿈이 안쪽 통증이다. 특히 아침에 잠에서 깨어난 후 첫 발을 내딛을 때 통증이 가장 심하게 나타나며, 잠시 움직인 후에는 통증이 완화되는 것이 특징이다. 이 증상은 앉아 있거나 오랜 시간 동안 휴식한 후 첫 걸음에서도 비슷하게 나타날 수 있다.
자각할 정도가 되어도 심해지기 전까지는 무시하는 경향이 있다. 아침에 일어나서 처음 땅에 디딜때 가장 아프고 이후 익숙해지면 또 통증이 사라지기 때문이다.
그러나 먼 거리를 걷거나 오랜 시간 서 있을 때는 다시 통증이 심해지며, 심한 경우 발뒤꿈치뿐만 아니라 발바닥 전체에 통증이 퍼질 수 있다. 이 상태가 지속되면 만성 족저 근막염으로 발전할 수 있으며, 치료가 더 어려워질 수 있다.

## 치료
초기에는 휴식, 신발교체, 운동방법의 개선 등으로 호전이 가능하다. 하지만 만성이 되었을 경우 소염제 뿐 아니라 레이저 충격파 등을 써서 지속적인 치료를 하기도 한다. 치료에 일반적으로 도움되는 보조법은 얼음찜질, 딱딱한 바닥을 피하고 수면양말이나 푹신한 깔창등을 이용, 주기적인 마사지, 스트레칭 등을 해주면 좋은데, 심하면 입원치료까지 병행할 수 있다.